# Арканг
Арканг (фр. Arcangues) насеље је и општина у југозападној Француској у региону Аквитанија, у департману Атлантски Пиринеји која припада префектури Бајон.
По подацима из 2011. године у општини је живело 3107 становника, а густина насељености је износила 177,85 становника/km². Општина се простире на површини од 17,47 km². Налази се на средњој надморској висини од 60 метара (максималној 140 m, а минималној 4 m).

## Демографија
| 1962. | 1968. | 1975. | 1982. | 1990. | 1999. | 2011. |
| ----- | ----- | ----- | ----- | ----- | ----- | ----- |
| 1.348 | 1.580 | 1.728 | 2.155 | 2.506 | 2.733 | 3.107 |

График промене броја становника у току последњих година